# Dulce Maria World Tour
DM World Tour (también conocido como Dulce María World Tour) es una gira de conciertos de la cantante y compositora mexicana Dulce María realizada en 2017.

## Fechas
La gira de conciertos estuvo compuesta por 6 shows en 3 países de Latinoamérica y Europa.
| World Tour               |        |                                            |                               |
| Fecha                    | País   | Lugar                                      | Evento/Observaciones          |
| 24 de marzo de 2017      | México | Teatro Metropólitan                        |                               |
| 2 de abril de 2017       | Brasil | Sacadura 154                               |                               |
| 5 de abril de 2017       | Brasil | Opera de Arane                             |                               |
| 7 de abril de 2017       | Brasil | Opiniao                                    |                               |
| 9 de abril de 2017       | Brasil | Audio Club                                 |                               |
| 8 de julio de 2017       | España | Sala Taf                                   |                               |
| Showcases promocionales  |        |                                            |                               |
| 9 de junio de 2016       | México | Auditorio Metropolitano                    | Concierto Directo Ultra       |
| 26 de junio de 2016      | México | La Santa                                   | Exa Party TBT                 |
| 28 de junio de 2016      | México | Auditorio Nacional                         | Concierto En Nuestras Manos   |
| 9 de agosto de 2016      | México | Auditorio Nacional                         | Concierto BMB                 |
| 20 de agosto de 2016     | México | Auditorio Nacional                         | Kids Choice Awards            |
| 17 de septiembre de 2016 | México | Teatro del Pueblo                          | Feria Nuevo Laredo EXPOMEX    |
| 16 de octubre de 2016    | México | El Palmar                                  | Concierto Fashion Rock        |
| 19 de octubre de 2016    | México | Arena Monterrey                            | Evento Digital                |
| 22 de octubre de 2016    | México | Teatro Metropólitan                        | Elliot Awards                 |
| 16 de noviembre de 2016  | México | Mine Night Club                            |                               |
| 23 de noviembre de 2016  | México | Puerta de Hierro                           | Showcase Romance              |
| 29 de enero de 2017      | México | Auditorio Nacional                         | El Padre de Todos los Eventos |
| 18 de febrero de 2017    | México | Plaza de Toros Fermín Espinosa "Armillita" | Señorita Jalos 2017           |

## Participaciones especiales
- Sebastián Yatra (24 de marzo, Teatro Metropólitan, CDMX - Durante "Antes Que Ver El Sol")
- Christian Chávez (24 de marzo, Teatro Metropólitan, CDMX - Durante "Dos Enamorados" y "Medley RBD")
- Blanca Ireri (2 de abril, Sacadura 154, Río de Janeiro - Durante "Te Quedarás")
- Blanca Ireri (5 de abril, Ópera de Arame, Curitiba - Durante "Te Quedarás")
- Sofia Oliveira (5 de abril, Ópera de Arame, Curitiba - Durante "Antes Que Ver El Sol")
- Sofia Oliveira (9 de abril, Audio Club, São Paulo - Durante "Antes Que Ver El Sol")

## Setlist

### DM World Tour
1. O Lo Haces Tú O Lo Hago Yo
2. Invencible
3. Al Otro Lado de La Lluvia
4. Medley Extranjera
5. Ingenua
6. Antes Que Ver El Sol
7. Presentimiento
8. Medley Baladas (Acústico)
9. Tal Vez En Roma
10. Lágrimas
11. Un Minuto Sin Dolor
12. Cicatrices
13. No Sé Llorar
14. Te Quedarás
15. Medley RBD
16. Rompecorazones
17. Ya No
18. Hoy Te Entierro
19. No Pares
20. Volvamos
21. Inevitable

#### DM World Tour - México
1. O Lo Haces Tú O Lo Hago Yo
2. Invencible
3. Al Otro Lado de La Lluvia
4. Medley Jeans: Corazón Confidente / Entre Azul y Buenas Noches
5. Medley Extranjera: Luna / Pensando En Ti / Vacaciones / Lo Intentaré
6. Ingenua
7. Antes Que Ver El Sol
8. Presentimiento
9. Medley Baladas: Te Daría Todo / Déjame Ser / Más Tuya Que Mía / Dejarte De Amar
10. Tal Vez En Roma
11. Lágrimas
12. Un Minuto Sin Dolor
13. Cicatrices
14. No Sé Llorar
15. Te Quedarás
16. Dos Enamorados
17. Medley RBD: Inalcanzable / Aún Hay Algo / Un Poco De Tu Amor / Sólo Quédate En Silencio / Tras De Mí
18. Rompecorazones
19. Ya No
20. No Pares
21. Volvamos
22. Inevitable